# Артиљеријска бригада 51. дивизије НОВЈ
Артиљеријска бригада 51. дивизије НОВЈ формирана је 12. новембра 1944. у саставу 51. војвођанске дивизије НОВЈ.
Имала је три дивизиона:
- Први (противтенковски ) дивизион имао је 3 батерије са укупно 12 топова 45 мм,
- Други (пољски ) дивизион имао је 3 батерије пољских топова 76 мм - укупно 12 оруђа,
- Трећи дивизион тешких минобацача имао је 3 батерије минобацача 120 мм.

Бригада је у саставу своје дивизије учествовала у Батинској бици, у борбама на Вировитичком мостобрану и у завршним операцијама.
Одликована је Орденом заслуга за народ са златном звездом.